# Irene Komnene Doukaina
Irina Comnena Ducas, Irene Komnene Doukaina sau Eirene Komnene Doukaina (în greacă Ειρήνη Κομνηνή Δούκαινα, în bulgară Ирина Комнина Дукина, n. 1220 – d. secolul al XIII-lea) a fost împărăteasă a Bulgariei în timpul celui de-al doilea imperiu bulgar (Țaratul Vlaho-Bulgar) și prințesă bizantină. A fost a treia soție a țarului Ioan Asan al II-lea al Bulgariei și mama țarului Mihail al II-lea Asan al Bulgariei.

## Biografie
Irene a fost fiica despotului Teodor Comnen Dukas, conducătorul Epirului, și al Mariei Petraliphaina⁠(d) (sora sebastokratōrului Ioan Petraliphas). În 1230, Irene și familia sa au fost luați prizonieri de trupele țarului Ioan Asan al II-lea al Bulgariei în bătălia de la Klokotnitsa și au fost duși la Tarnovo, unde Irene a fost crescută la Palat. Irene a devenit cunoscută pentru frumusețea ei și țarul, care era văduv, s-a îndrăgostit de ea. S-au căsătorit în 1237. Potrivit unui autor bizantin, Ioan Asan al II-lea a iubit-o pe Irene „nu mai puțin decât Antonius a iubit-o pe Cleopatra” și este posibil ca ea să fi fost amanta sa cu câțiva ani înainte de căsătoria lor în 1237. Prin căsătoria cu Irene, Ioan Asan al II-lea ar fi încălcat canoanele bisericii, deoarece fiica sa, Maria Asanina Komnena, din căsătoria sa cu Anna (Anisia) a fost căsătorită cu unchiul Irenei, Manuel al Tesalonicului. Există unele dovezi că Biserica Ortodoxă Bulgară s-a opus căsătoriei și că un patriarh (numit fie Spiridon, fie Vissarion) a fost destituit sau executat de țarul înfuriat.
Irene și Ioan Asan al II-lea au avut trei copii:
1. Anna (sau Teodora), care s-a căsătorit cu sebastokratōrul Petru înainte de anul 1253.
2. Maria, care s-a căsătorit cu Mițo Asan, care a fost împăratul Țaratului Vlaho-Bulgar între anii 1256 - 1257.
3. Mihail al II-lea Asan, împărat al Bulgariei în 1246-1256.

În 1241 a murit Ioan Asan al II-lea și a fost succedat de Căliman I Asan, fiul său cu a doua sa soție a sa, Anna Maria a Ungariei. Căliman I a fost otrăvit în 1246 și tronul a revenit lui Mihail al II-lea Asan, fiul lui Irene. Potrivit unei teorii, Irene și-a otrăvit fiul vitreg pentru a-i asigura tronul lui Mihail al II-lea. Se presupune că Irene a preluat guvernarea ca țarină-regentă deoarece fiul ei era încă minor când a urcat pe tron, dar există puține dovezi care să dovedească această ipoteză.
Irene s-a retras la o mănăstire sub numele monahal de Xenia. A fost expulzată din Bulgaria după moartea fiului ei în 1256 și și-a petrecut restul vieții în ținutul familiei sale din jurul Salonicului.